# Lena Nasarjan

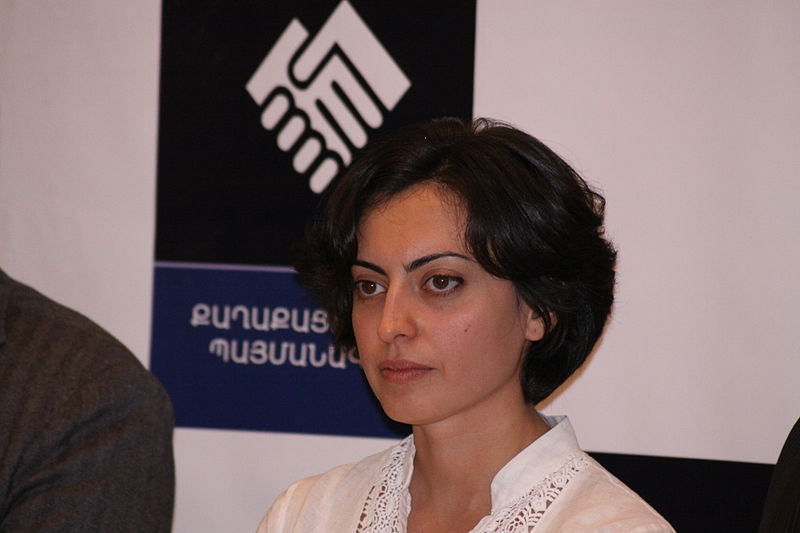
Lena Nasarjan (2015)

Lena Nasarjan (armenisch Լենա Ռաֆայելի Նազարյան, englisch Lena Nazaryan, * 9. März 1983 in Jerewan, Armenische SSR, Sowjetunion) ist eine armenische Politikerin, Journalistin und Abgeordnete der Partei Zivilvertrag. Zwischen Januar 2019 und 2021 gehörte sie zu den drei Vizepräsidenten der Nationalversammlung.

## Werdegang
Im Jahr 2007 schloss Nasarjan ihr Studium an der Fakultät für Journalismus der Staatlichen Universität Jerewan ab, während sie gleichzeitig einen einjährigen Kurs an der Armenischen Schule für Journalismus absolvierte. Von 2008 bis 2009 nahm sie am Europäischen Freiwilligendienst in Rumänien teil. 2014 machte sie einen Abschluss am Jerewaner Institut für Zeitgenössische Kunst.
Zwischen 2005 und 2009 war sie Journalistin bei der armenischen Online-Nachrichtenplattform Hetq und zwischen 2008 und 2009 beim Forschungszentrum Region. Von 2009 bis 2015 arbeitete sie als Koordinatorin von Wahlprogrammen für die NGO Transparency International Anticorruption Center. Anschließend war sie bis 2016 Koordinatorin eines Projekts zur unabhängigen Umweltüberwachung von Bergbaugemeinden des Zentrums für verantwortungsvollen Bergbau der American University of Armenia (AUA).
Ihr politisches Engagement begann 2013, indem sie Vorstandsmitglied bei der neuen gesellschaftspolitischen Vereinigung Zivilvertrag des Journalisten und Politikers Nikol Paschinjan wurde. Als die NGO 2015 in eine Partei umgewandelt wurde, wurde Nasarjan zunächst zur stellvertretenden Vorstandsvorsitzenden gewählt. Ab 2016 war sie einfaches Mitglied im Vorstand.
Bei der Parlamentswahl in Armenien 2017 wurde sie in die armenische Nationalversammlung für Paschinjans Bündnis der Ausweg-Allianz (kurz Jelk) gewählt und saß seitdem im Ständigen Ausschuss für Territorialverwaltung, lokale Selbstverwaltung, Landwirtschaft und Umwelt. Vom 12. September 2018 bis zum 14. Januar 2019 war sie Fraktionsvorsitzende von Jelk, der drittgrößten Fraktion im Parlament.
Für die vorgezogene Parlamentswahl in Armenien 2018 trat sie auf der territorialen Wahlliste des Wahlkreises Nr. 2 von Paschinjans Mein-Schritt-Allianz (IKD) an und zog so erneut als Abgeordnete ins Parlament ein. Am 14. Januar 2019 wurde sie zur Vizepräsidentin der Nationalversammlung gewählt und blieb es bis 2021. Die anderen beiden Vizepräsidenten waren in dieser Zeit ihr Parteikollege Alen Simonjan und Wahe Enfiadschjan von der Partei Blühendes Armenien. Parlamentspräsident war Ararat Mirsojan (IKD). Vom 29. Dezember 2020 bis zum 2. August 2021 saß sie im Ständigen Ausschuss für den Schutz der Menschenrechte und öffentliche Angelegenheiten.
Bei der Parlamentswahl in Armenien 2021 wurde Nasarjan als Abgeordnete der Partei Zivilvertrag wiedergewählt. Sie war seitdem zunächst Mitglied im Ständigen Ausschuss für Arbeit und Soziales bis zum Juni 2022 und ist seitdem Mitglied des Ständigen Ausschuss für Außenbeziehungen. Daneben ist sie Mitglied des Stiftungsrats der My Step Foundation, einer von Paschinjans Ehefrau Anna Hakobjan im Jahr 2018 gegründeten gemeinnützigen Stiftung, welche in diversen Projekten Hilfe zur Selbsthilfe anbietet.

## Ehrungen und Auszeichnungen
- 2013: Auszeichnung im Bereich "Redefreiheit" des Journalistenclubs Asparez[1]

## Privates
Nasarjan ist verheiratet und hat ein Kind.